# Taygetis sosis
Taygetis sosis är en fjärilsart som beskrevs av Carl Heinrich Hopffer 1874. Taygetis sosis ingår i släktet Taygetis och familjen praktfjärilar. Inga underarter finns listade i Catalogue of Life.